# Chiesa di Nostra Signora di Guadalupe (Madrid)
La Chiesa di Nostra Signora di Guadalupe (Iglesia de Nuestra Señora de Guadalupe, in spagnolo), conosciuta anche come Chiesa dei Messicani (Iglesia de los Mexicanos in spagnolo) è una chiesa cattolica della città di Madrid.

## Descrizione
È un'opera dell'architetto Enrique de la Mora y Palomar, di José Ramón Azpiazu, di José Antonio Torroja e di Félix Candela (questi due ultimi con ruolo d'ingegneri).
Ha una base ottagonale di un diametro di 53,74 m. La parabola iperbolica del tetto è una caratteristica propria di questa chiesa, oltre alla presenza di solo quattro colonne interiori che sorreggono tutto il peso.
L'opera è stato il primo edificio di Enrique de la Mora in Spagna e la prima di un architetto messicano in Spagna.